# Las Palmas (Córdoba)
Las Palmas es una localidad situada en el departamento Pocho, provincia de Córdoba, Argentina.
Se encuentra situada en el noroeste provincial, aproximadamente a 250 km de la Ciudad de Córdoba, sobre la RP N.º 28  (ex RN 20).
Las principales actividades económicas son la agricultura, la ganadería, la minería y el turismo.

El mayor atractivo turístico es el circuito de Los Túneles, camino de montaña, dónde se puede apreciar una de las vistas más imponentes de la provincia de Córdoba, también cuenta con la antigua capilla Las Palmas la cual cuenta con más de dos siglos. 
La capilla de Villa Las Palmas data de tiempos de la colonia española; fue construida con adobes crudos entre 1689 y 1763, fue ricamente dotada de imágenes y ornamentos en su interior quedando aún la estatuilla de Nuestra Señora del Rosario. 

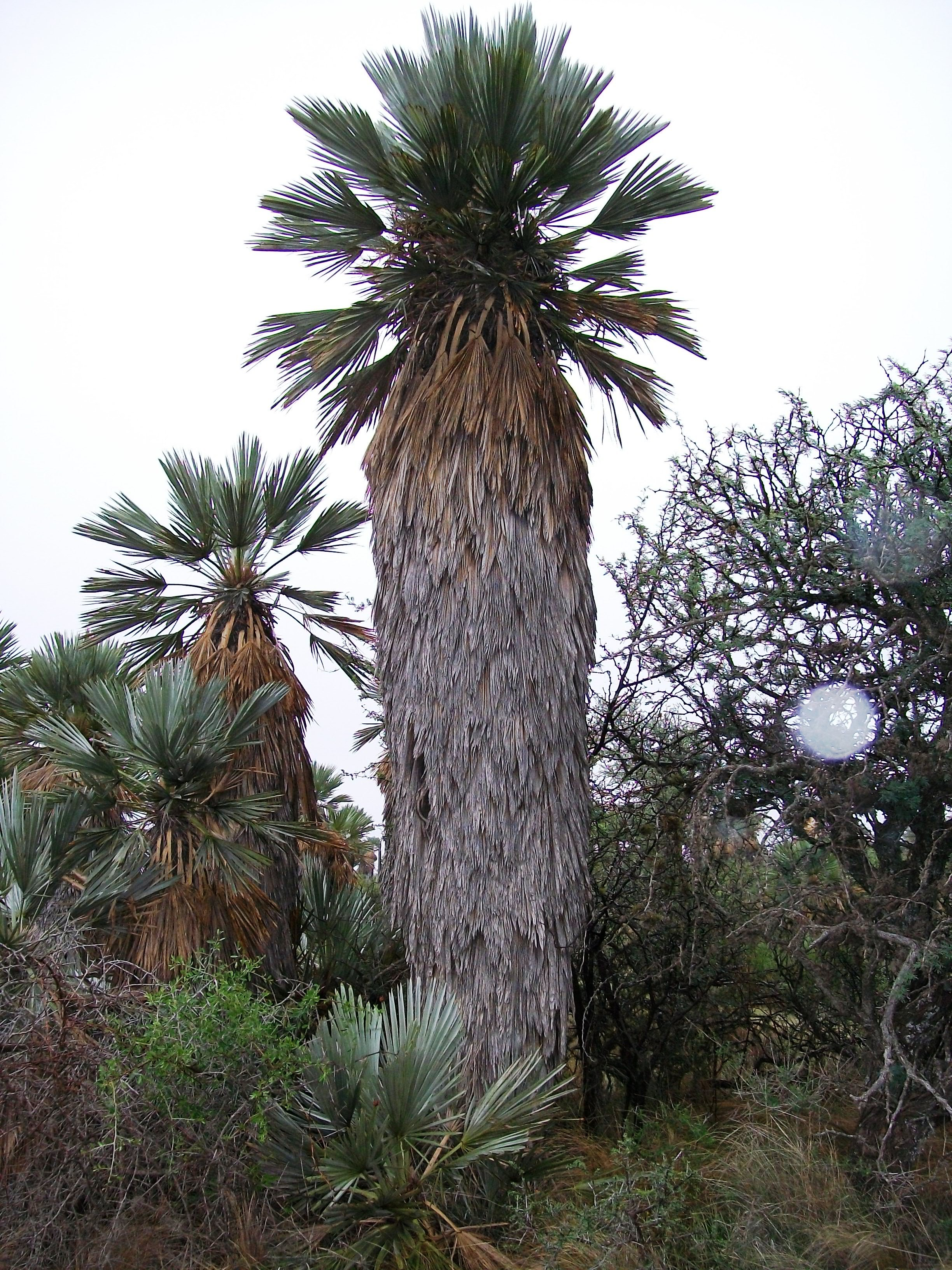
Planta de palma caranday que da nombre al lugar.

## Población
Cuenta con 307 habitantes (Indec, 2022), lo que representa un incremento del 85% frente a los 45 habitantes (Indec, 2010) del censo anterior.
| Gráfica de evolución demográfica de Las palmas entre 2001 y 2022 |
|                                                                  |
| Fuente: Censos nacionales del INDEC                              |

## Sismicidad
La región posee sismicidad media; y sus últimas expresiones se produjeron:
- 22 de septiembre de 1908 (116 años), a las 17.00 UTC-3, con 6,5 Richter, escala de Mercalli VII; ubicación 30°30′0″S 64°30′0″O / -30.50000, -64.50000; profundidad: 100 km ; produjo daños en Deán Funes, Cruz del Eje y Soto, provincia de Córdoba, y en el sur de las provincias de Santiago del Estero, La Rioja y Catamarca.

- 16 de enero de 1947 (78 años), a las 2.37 UTC-3, con una magnitud aproximadamente de 5,5 en la escala de Richter (terremoto de Córdoba de 1947)[2]

- 28 de marzo de 1955 (70 años), a las 6.20 UTC-3 con 6,9 Richter: además de la gravedad física del fenómeno se unió el desconocimiento absoluto de la población a estos eventos recurrentes (terremoto de Villa Giardino de 1955)

- 7 de septiembre de 2004 (20 años), a las 8.53 UTC-3 con 4,1 Richter

- 25 de diciembre de 2009 (15 años), a las 21.42 UTC-3 con 4,0 Richter

- 2 de febrero de 2013 (12 años), a las 11:01 UTC-3 con 3,2 Richter[2]

La Defensa Civil municipal debe:
- realizar anualmente un simulacro de sismo
- entregar MANUAL DE PROCEDIMIENTOS PARA CATÁSTROFES a medios de comunicación
- advertir con abundante señalética sobre escuchar - obedecer